# Христос-Спаситель (статуя)
«Христос-Спаситель» (порт. Cristo Redentor) — статуя Ісуса Христа в Ріо-де-Жанейро, Бразилія. Статуя має розмір 39,6 м заввишки (розмах рук 28 метрів), важить 1145 тонн, і знаходиться на вершині 200-метрової гори Корковаду в національному парку ліс Тіжука, в межах міста. Збудована як символ християнства, статуя стала символом Ріо-де-Жанейро і Бразилії.

## Історія

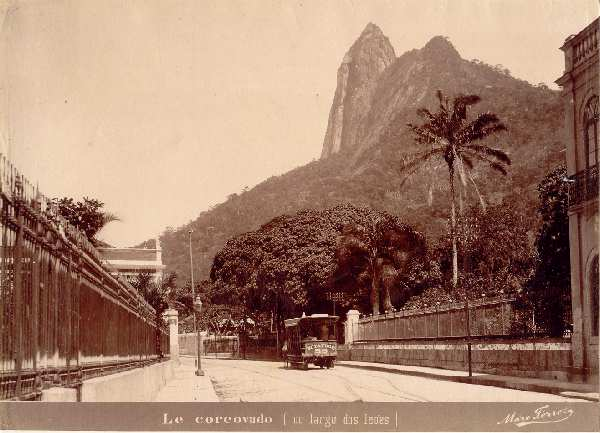
Гора Корковаду до спорудження статуї

Ідея встановлення великої статуї на горі Корковаду була вперше висловлена в середині 1850-х років, коли католицький священик Педру Марія Босс попросив у принцеси Ізабели фінансування, щоб побудувати статую великого ченця. Принцеса Ізабелла не була в захваті від цієї ідеї, яка була загалом забута в 1889 році, коли Бразилія стала республікою та за новою конституцією церква була відділена від держави.

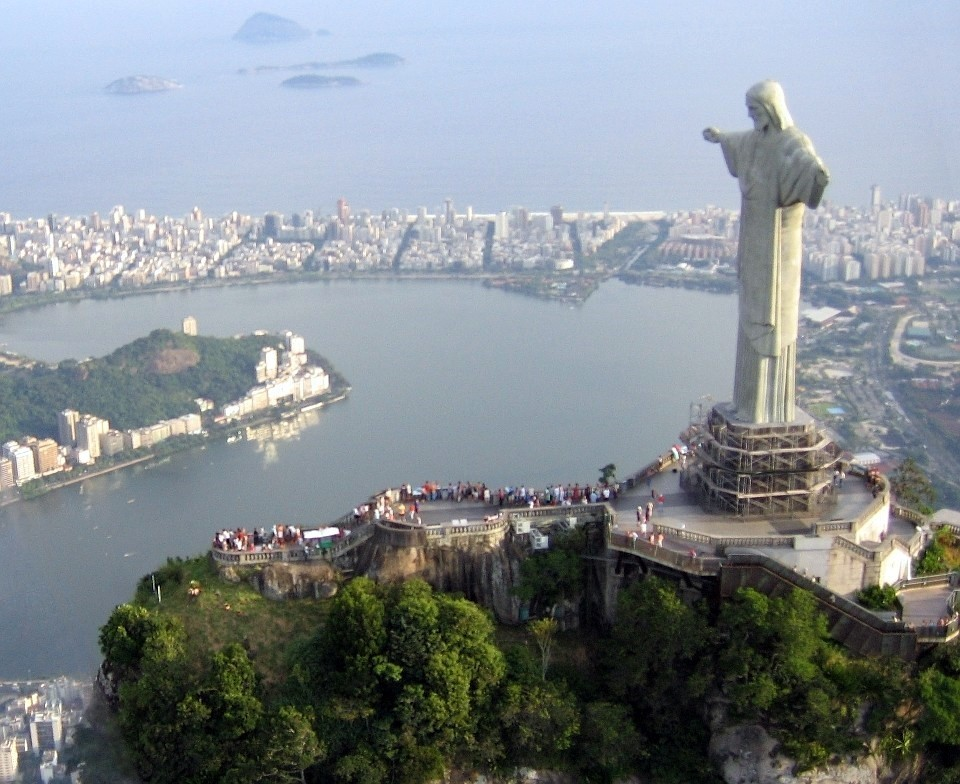
Христос-Спаситель з горою Корковаду на передньому плані

Вдруге проєкт великої статуї на горі був запропонований в 1921 році, вважається що його висловив єпископ Ріо-де-Жанейро. Єпархія організувала подію під назвою Semana do Monumento («Тиждень Пам'ятника»), щоб зібрати пожертвування. Проєкти «статуї Христа», що розглядалися, включали великий християнський хрест, статую Ісуса з глобусом в руці, і п'єдестал, що символізував би світ. У результаті була вибрана статуя Христа-спасителя із розкритими руками.
Проєкт статуї був складений бразильським інженером Ейтором да Сілва Кошта, її спорудження було проведено під керівництвом Поля Ландовського, французького скульптора польського походження. Група інженерів і техніків розглянула пропозицію Ландовського й ухвалила рішення побудувати структуру із залізобетону (інженерний проєкт був створений Альбертом Какоутом) замість запропонованої спочатку сталі, як матеріалу, що більше відповідає структурі хрестоподібної статуї. Зовнішня поверхня була облицьована стеатитом, вибраним за його стійкість і легкість обробки. Камінь був завезений з Лімгамна (Мальмо, Швеція). Спорудження монументу зайняло п'ять років — з 1926 по 1931 року — і 12 жовтня 1931 року статую було відкрито. Вартість пам'ятника склала 250 тисяч доларів США.

## Освітлення
Освітлення в нічний час статуї Христа-Спасителя світлом безлічі прожекторів, створює ефект, немовби Ісус спускається з небес, обіймаючи місто. Цікавим є той факт, що спочатку освітлення статуї здійснювалося з самого Риму (Італія) за допомогою радіохвиль. Але оскільки відстань від Риму до статуї Христа-Спасителя становить понад 9000 км, через погану погоду в освітленні дуже часто траплялися перебої. Тому було прийнято рішення здійснювати освітлення безпосередньо з Ріо-де-Жанейро.
Статуя Христа-Спасителя в Ріо-де-Жанейро (Бразилія) в котрий раз поспіль підсвічується в кольори українського прапора з нагоди Дня Незалежності України. Так, з нагоди Дня Державного Прапора України, 32-ї та 33-ї річниць Незалежності України і Дня української громади в Бразилії, монумент Христа-Спасителя у Ріо-де-Жанейро був підсвічений синьо-жовтими кольорами.

## Нагороди
У жовтні 2006 року, на 75-річчя спорудження статуї, архієпископ Ріо-де-Жанейро Кардинал Еусебіу Оскар Шайд освятив каплицю (названу на честь святого патрона Бразилії — Апаресидської Богородиці) під статуєю, що дозволило католикам проводити тут хрещення та весілля.
7 червня 2007 року Христа-Спасителя було включено до списку Семи нових чудес світу в списку, складеному швейцарською компанією The New Open World Corporation.

## Вандалізм
17 квітня 2010 року статуя вперше постраждала від вандалів: невідомі чорною фарбою зробили надписи на обличчі та руках статуї. Пошкодження було швидко усунено.

## Схожі роботи
- «Благословення Христове» (Манадо, Індонезія)
- «Христос із безодні» (різні локації, під водою)
- «Гаванський Христос» (Гавана, Куба)
- «Статуя Христа Царя» (Свебодзін, Польща)
- «Андський Христос» (перевал Бермехо, Анди)
- «Крісто-де-ла-Конкордія» (Кочабамба, Болівія)
- «Христос-Король» (Алмада, Португалія)
- Статуя Ісуса Христа (Трускавець), Україна)
- Статуя Ісуса Христа (село Керниця, Львівська обл., Україна)   - Галерея

Галерея
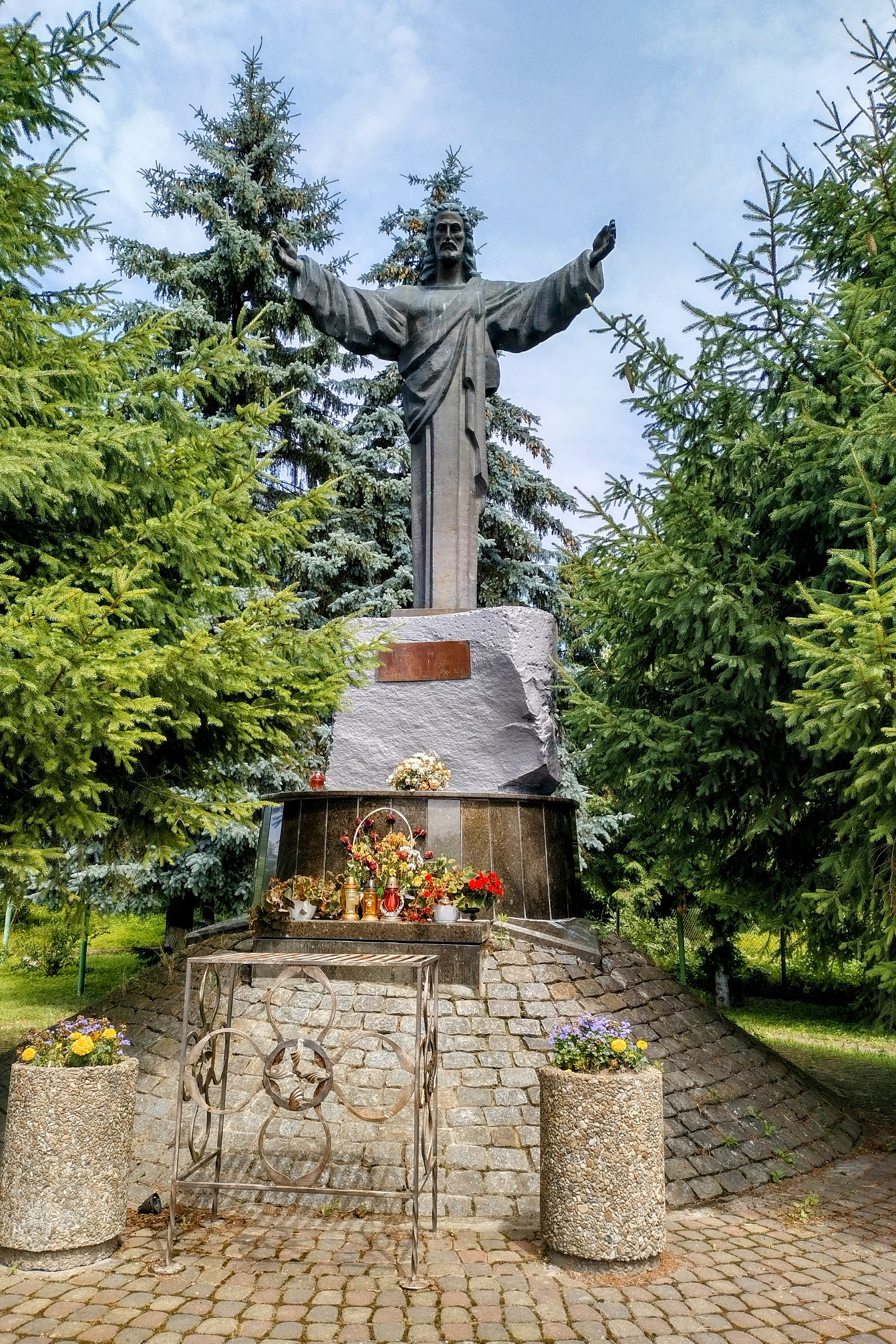
Статуя в селі Керниця
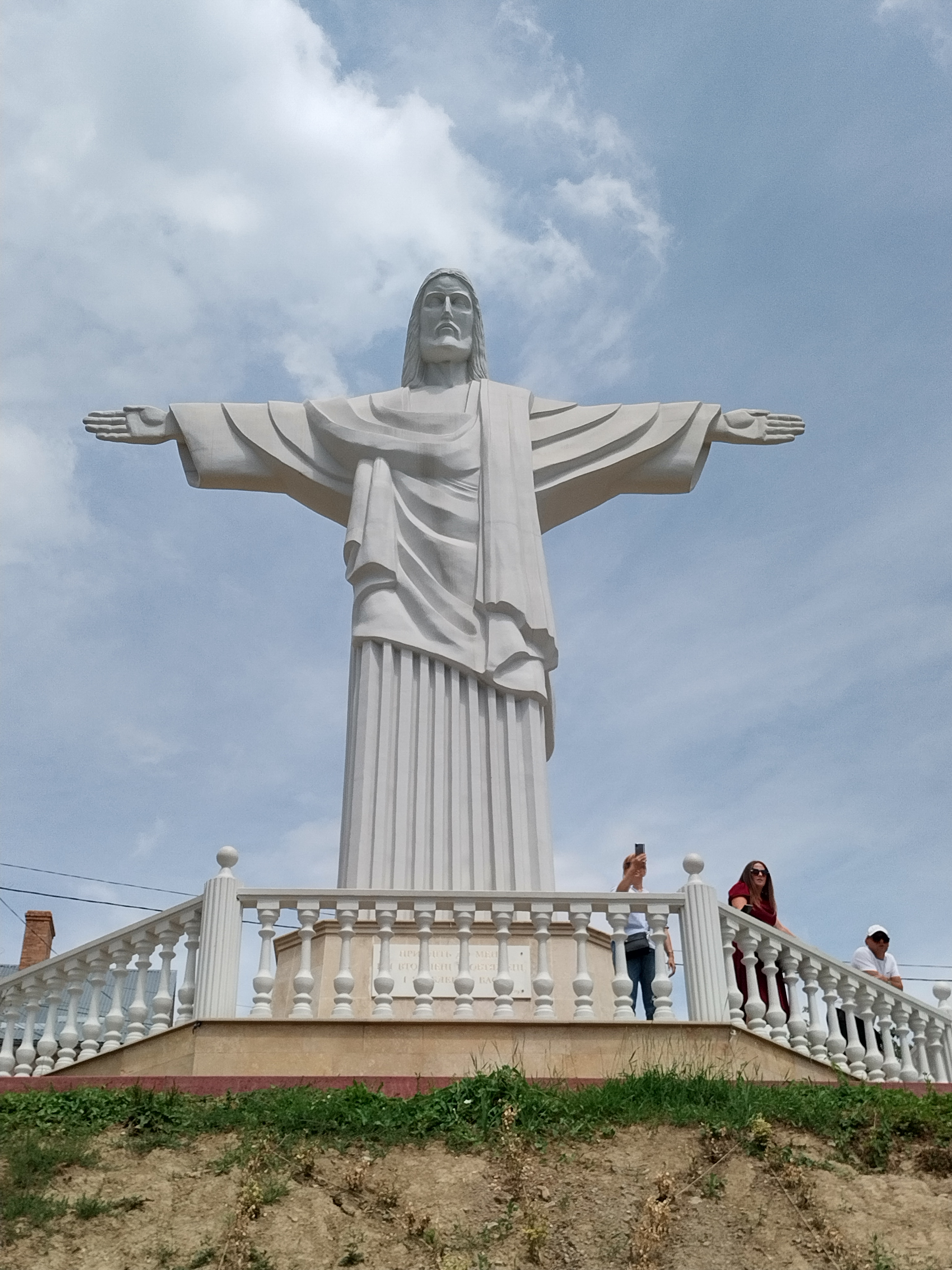
Статуя в Трускавці
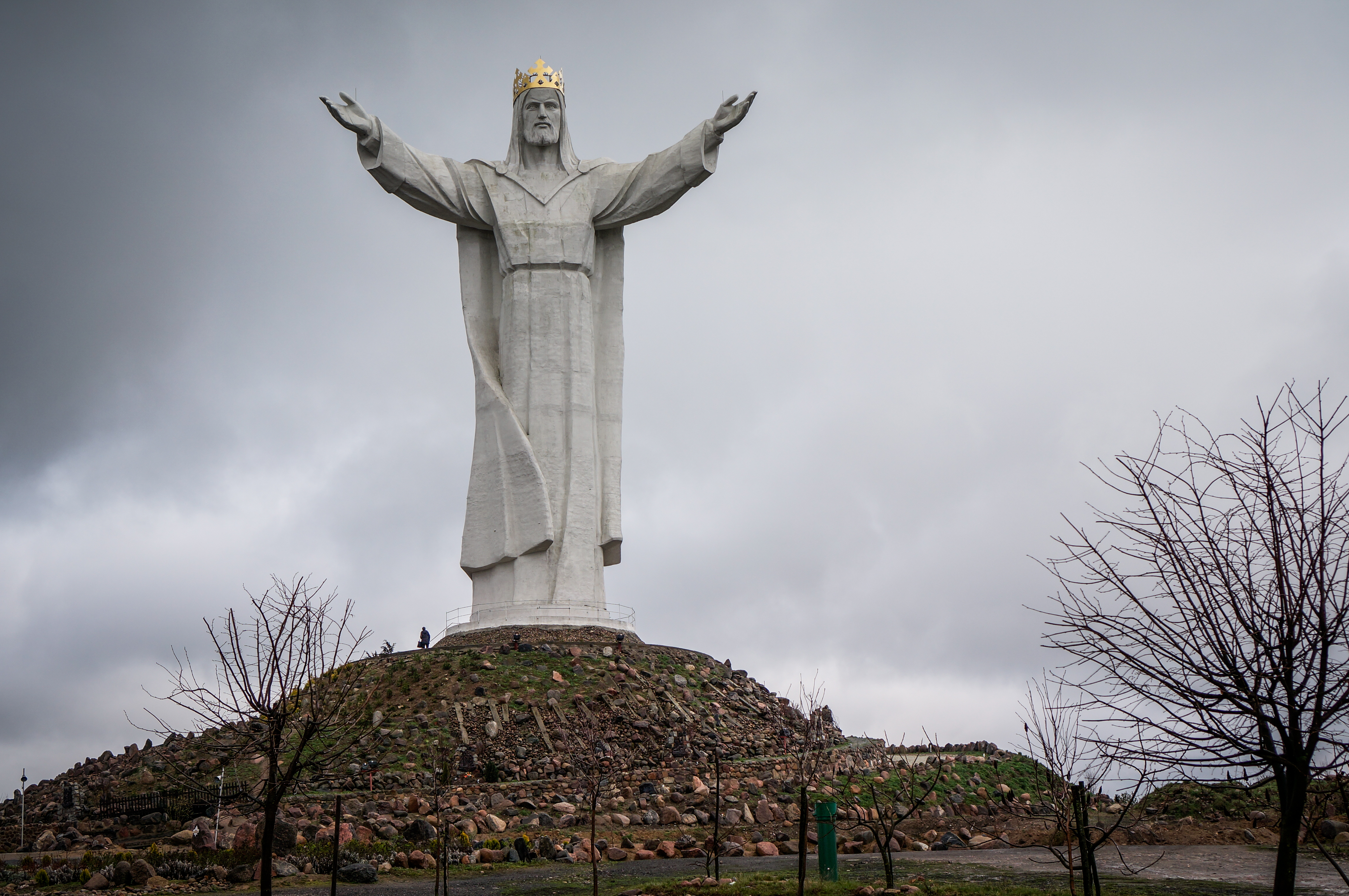
Статуя в Свебодзині
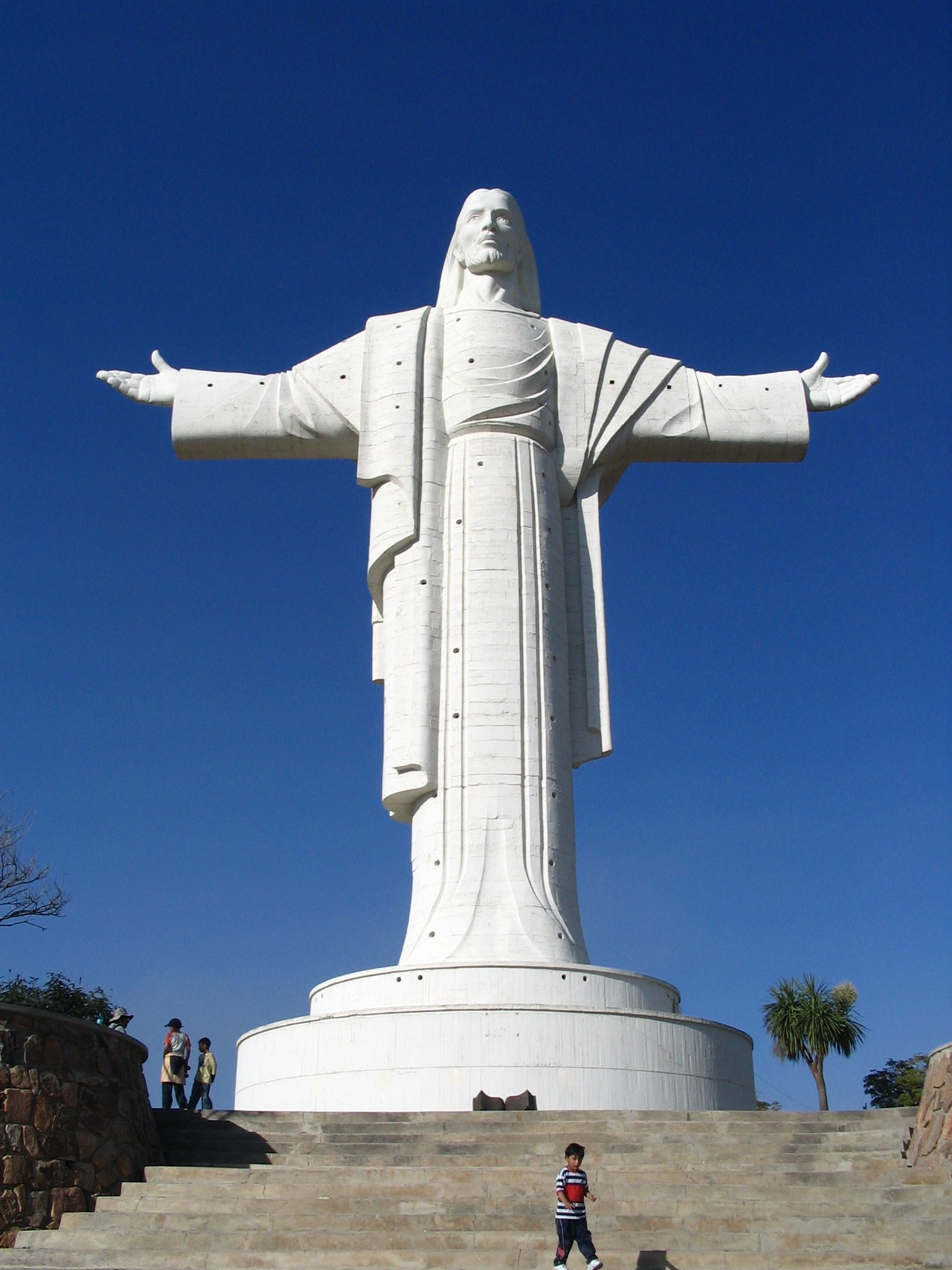
Статуя в Кочабамбі
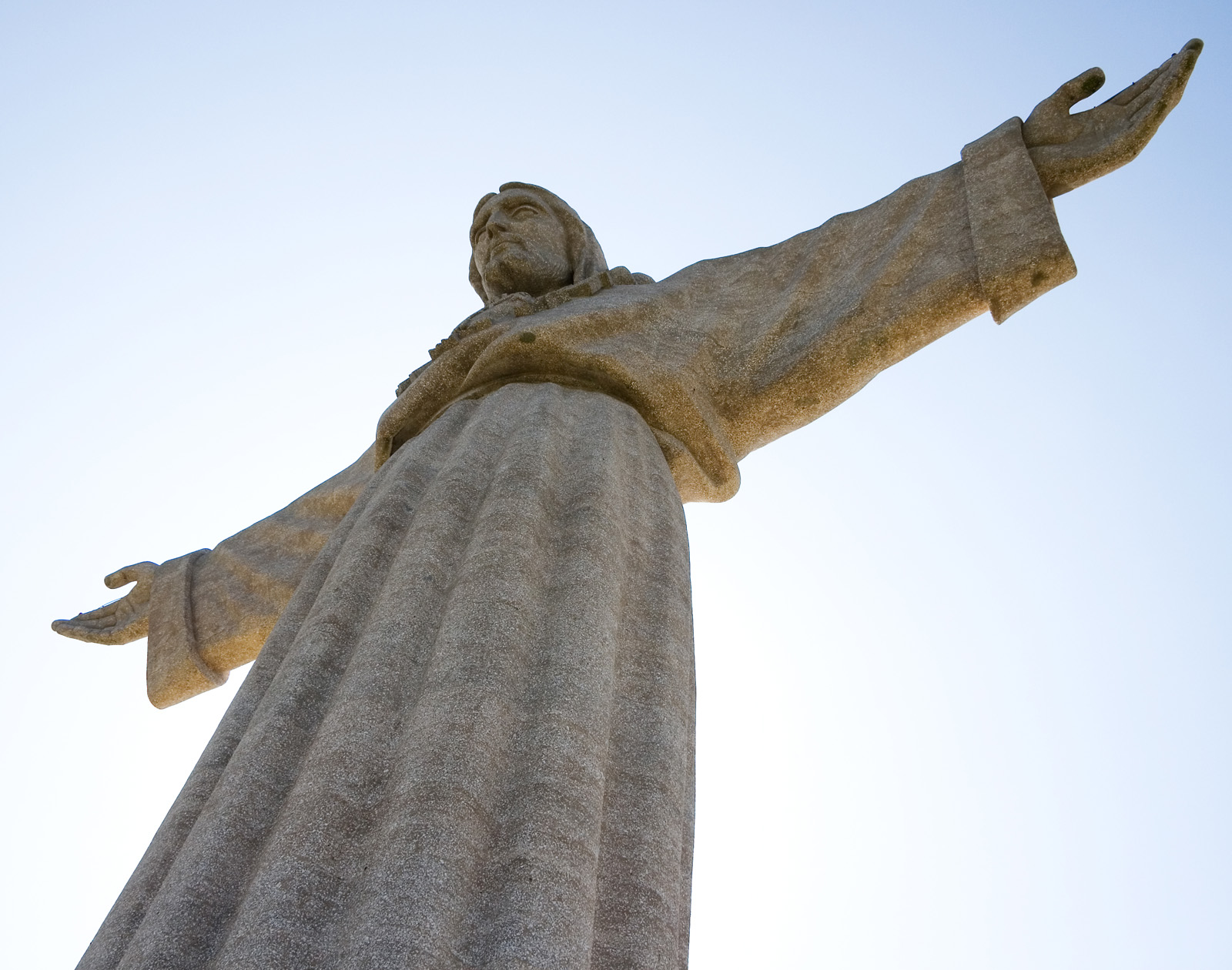
Статуя в Алмаді

  - Статуя в селі Керниця
  - Статуя в Трускавці
  - Статуя в Свебодзині
  - Статуя в Кочабамбі
  - Статуя в Алмаді